# Viola organista
La viola organista es un instrumento musical experimental diseñado por Leonardo da Vinci. Utiliza ruedas giratorias para hacer vibrar las cuerdas individualmente (similar a como un violín produce sonidos), gracias a un teclado que realiza este movimiento al presionar sus teclas (similar a un órgano o piano).

## Descripción
La idea original de Leonardo, como conserva en sus cuadernos de 1488-1489 y en los dibujos del Códice Atlántico, era utilizar una o más ruedas, que giran continuamente, cada una de ellas con un arco de enlace y perpendicular a las cuerdas del instrumento. Las cuerdas serían empujadas hacia abajo en el arco por la acción de las teclas, haciendo que el arco se mueva y logrando que suene la cuerda, dando su tono. En uno de los diseños, las cuerdas se trasteaban con tangentes, por lo que había más claves que las cuerdas (múltiples notas, por ejemplo, C y C# se pueden reproducir en una cuerda). En otro diseño, cada nota tiene su propia cuerda.
El diseño de Leonardo es similar a la de la zanfona, que también utiliza una rueda giratoria para hacer sonar las cuerdas. Se diferencia en que una zanfona tiene un pequeño número de cuerdas que están constantemente en contacto con la rueda, en lugar de un mayor número de cuerdas que se pueden bajar a la rueda. La zanfona tiene una caja de teclas con unas pequeñas piezas de madera llamadas "espadillas" que cambian la afinación de las cuerdas, algo así como la colocación de los dedos sobre las cuerdas de un violín. La innovación de Leonardo de un teclado con un mecanismo de descenso permitió notas individuales que se tocarán solo o en acordes específicos deseados sobre una gran variedad de tonos.

## Historia
No existen indicaciones de que Leonardo haya llegado a construir el instrumento. La primera versión conocida de la viola organista fue el Geigenwerk, creado por el inventor de instrumentos alemán Hans Heyden en 1575.
Michael Praetorius, en su Syntagma musicum (1614-1619), dibujó el instrumento y añadió que permitía interpretar música para varios instrumentistas de cuerda con un solo intérprete en un teclado.
El constructor madrileño Fray Raimundo Truchado creó una viola organista en 1625, que se encuentra en el Museo de Instrumentos Musicales de Bruselas. Se diferencia del mecanismo dibujado por Praetorius ya que para hacer girar los discos era necesario accionar una manivela instalada en la parte trasera del instrumento.
Akio Obuchi construyó varios instrumentos semejantes a la viola organista. En 2004 se utilizó una reconstrucción moderna creada por Akio Obuchi para un concierto dado en Génova, Italia.
En 2013, el luthier polaco Sławomir Zubrzycki terminó la construcción de una viola organista de grandes dimensiones, dando un concierto con ella en la Academia de Música de Cracovia.